# Mäntysaari (ö i Lappland, Rovaniemi, lat 66,16, long 26,94)
Mäntysaari är en ö i Finland. Den ligger i sjön Simojärvi och i kommunen Ranua i den ekonomiska regionen  Rovaniemi ekonomiska region  och landskapet Lappland, i den norra delen av landet, 700 km norr om huvudstaden Helsingfors. Öns area är 2,6 hektar och dess största längd är 290 meter i sydöst-nordvästlig riktning.